# Slobodan Rajkovic
Slobodan Rajković (tiếng Serbia: Слободан Рајковић) (sinh ngày 3 tháng 2 năm 1989) là một cầu thủ bóng đá Serbia hiện đang chơi cho câu lạc bộ Palermo.

## Câu lạc bộ
Sinh tại Belgrade, anh bắt đầu sự nghiệp tại OFK Beograd khi mới 15 tuổi. Tới tháng 10.2005, Chelsea mua anh với giá 3.8 triệu bảng, lúc đó 16 tuổi. Sau đó anh lại chơi cho OFK đến hết mùa giải 06/07 theo dạng cho mượn.

### Sự nghiệp cho mượn sang các CLB
Vào tháng 6 năm 2007, Chelsea đã quyết định cho PSV Eindhoven mượn Rajković đến hết mùa 2007-2008 tại Eredivisie, như là một phần thỏa thuận trong cuộc chuyển nhượng của Alex đến Chelsea.
Sau khi đồng cho mượn kéo dài một năm ở PSV, câu lạc bộ Hà Lan đã muốn kéo dài thời hạn cho mượn thêm một năm nữa, nhưng Chelsea đã từ chối do anh không được ra sân nhiều trong đội bóng.
Tuy nhiên, anh vẫn quay trở lại Eredivisie. Ngày 9 tháng 7 năm 2008, FC Twente chấp thuận một hợp đồng cho mượn một năm của Chelsea.
Ngày 04 tháng 9 năm 2008, Rajković bị cấm thi đấu trong vòng một năm của FIFA. Hình phạt đã được chấp nhận để cáo buộc rằng cầu thủ 19 tuổi này nhổ vào mặt trọng tài Abdullah Al Hilali. Hậu vệ trẻ vẫn cương quyết cho rằng anh vô tội và quyết định kháng cáo.
Vào tháng 6 năm 2009, bản hợp đồng cho mượn này đã được kéo dài thêm cho đến hết tháng 6 năm 2010.
Ngày 23 Tháng Tám, 2010, Rajković chuyển sang thi đấu cho một đội của Hà Lan khác, lần này là câu lạc bộ Vitesse cùng với người bạn cũ cùng đội Chelsea là Nemanja Matic (bây giờ là một cầu thủ của Benfica) và Matej Delac trên một bản hợp đồng cho mượn kéo dài một mùa giải.

### Trở lại Chelsea
Rajkovic chơi trận đầu tiên của mình cho Chelsea trong một trận đấu thử nghiệm với câu lạc bộ Wycombe Wanderers vào ngày 12 tháng 7 năm 2011. Rajkovic chơi trong hiệp hai và ghi bàn thắng đầu tiên của mình cho Chelsea, anh đã được ra nghỉ và người thay anh là Yuri Zhirkov. Trận đấu kết thúc với tỷ số 3-0 nghiêng về phía Chelsea với các bàn thắng của anh, Benayoun và Torres.

## Thống kê sự nghiệp
Tính đến 15 tháng 3 năm 2016
| Câu lạc bộ          | Câu lạc bộ           | Câu lạc bộ          | Giải đấu                    | Giải đấu                    | Cúp quốc gia       | Cúp quốc gia       | Châu lục | Châu lục | Tổng cộng | Tổng cộng |
| Mùa giải            | Câu lạc bộ           | Giải đấu            | Trận                        | Bàn                         | Trận               | Bàn                | Trận     | Bàn      | Trận      | Bàn       |
| Serbia              | Serbia               | Serbia              | Giải vô địch bóng đá Serbia | Giải vô địch bóng đá Serbia | Cúp bóng đá Serbia | Cúp bóng đá Serbia | Châu Âu  | Châu Âu  | Tổng cộng | Tổng cộng |
| ------------------- | -------------------- | ------------------- | --------------------------- | --------------------------- | ------------------ | ------------------ | -------- | -------- | --------- | --------- |
| 2004–05             | OFK Beograd          | Super Liga          | 6                           | 0                           | 0                  | 0                  | 0        | 0        | 6         | 0         |
| 2005–06             | OFK Beograd          | Super Liga          | 20                          | 1                           | 1                  | 0                  | 2        | 0        | 23        | 1         |
| 2006–07             | OFK Beograd          | Super Liga          | 11                          | 0                           | 0                  | 0                  | 1        | 0        | 12        | 0         |
| Hà Lan              | Hà Lan               | Hà Lan              | Eredivisie                  | Eredivisie                  | KNVB Cup           | KNVB Cup           | Châu Âu  | Châu Âu  | Tổng cộng | Tổng cộng |
| 2007–08             | PSV Eindhoven (mượn) | Eredivisie          | 13                          | 0                           | 0                  | 0                  | 5        | 0        | 18        | 0         |
| 2008–09             | FC Twente (mượn)     | Eredivisie          | 13                          | 1                           | 0                  | 0                  | 3        | 0        | 16        | 1         |
| 2009–10             | FC Twente (mượn)     | Eredivisie          | 10                          | 0                           | 0                  | 0                  | 3        | 0        | 13        | 0         |
| 2010–11             | Vitesse (mượn)       | Eredivisie          | 24                          | 0                           | 3                  | 0                  | 0        | 0        | 27        | 0         |
| Đức                 | Đức                  | Đức                 | Bundesliga                  | Bundesliga                  | DFB-Pokal          | DFB-Pokal          | Châu Âu  | Châu Âu  | Tổng cộng | Tổng cộng |
| 2011–12             | Hamburger SV         | Bundesliga          | 16                          | 1                           | 1                  | 0                  | 0        | 0        | 17        | 1         |
| 2012–13             | Hamburger SV         | Bundesliga          | 13                          | 0                           | 0                  | 0                  | 0        | 0        | 13        | 0         |
| 2013–14             | Hamburger SV         | Bundesliga          | 2                           | 0                           | 0                  | 0                  | 0        | 0        | 2         | 0         |
| 2014–15             | Hamburger SV         | Bundesliga          | 11                          | 1                           | 2                  | 0                  | 0        | 0        | 13        | 1         |
| 2015–16             | Darmstadt            | Bundesliga          | 12                          | 1                           | 2                  | 0                  | 0        | 0        | 14        | 1         |
|                     |                      |                     | Giải đấu                    | Giải đấu                    | Cúp quốc gia       | Cúp quốc gia       | Châu lục | Châu lục | Tổng cộng | Tổng cộng |
| Tổng cộng           | Serbia               | Serbia              | 37                          | 1                           | 1                  | 0                  | 3        | 0        | 41        | 1         |
| Tổng cộng           | Hà Lan               | Hà Lan              | 60                          | 1                           | 3                  | 0                  | 11       | 0        | 74        | 1         |
| Tổng cộng           | Đức                  | Đức                 | 54                          | 3                           | 5                  | 0                  | 0        | 0        | 59        | 3         |
| Tổng cộng sự nghiệp | Tổng cộng sự nghiệp  | Tổng cộng sự nghiệp | 151                         | 5                           | 9                  | 0                  | 14       | 0        | 174       | 5         |

## Sự nghiệp đội tuyển quốc gia
Lúc 16 tuổi, anh luôn được gọi vào U21 Serbia. Anh là cầu trẻ nhất từng xuất hiện trong 1 trận đấu của vòng loại của Giải vô địch U-21 châu Âu. Vào tháng 5 năm 2010, anh lần đầu được gọi vào đội tuyển quốc gia Serbia khi anh có tên trong danh sách sơ bộ 30 cầu thủ Serbia tham dự World Cup 2010.
| Serbia    | Serbia | Serbia |
| Năm       | Trận   | Bàn    |
| --------- | ------ | ------ |
| 2008      | 2      | 0      |
| 2009      | 0      | 0      |
| 2010      | 2      | 0      |
| 2011      | 7      | 0      |
| 2012      | 2      | 0      |
| 2013      | 1      | 0      |
| 2014      | 0      | 0      |
| 2015      | 0      | 0      |
| 2016      | 5      | 0      |
| Tổng cộng | 19     | 0      |

## Danh hiệu

### Club
PSV Eindhoven
- Eredivisie: 2007–08

 FC Twente
- Eredivisie: 2009–10